# Петко Будинов
Петко Брайков Будинов е български краевед, естет и самоук художник, родом от град Копривщица. Син е на абаджията Брайко Петров Будинов и Койка Лулчова. Препитава се като счетоводител.
В своите изследвания по миналото на родният си град се спира на въпросите, свързани с издирването на материали, свързани с произхода на името и заселването на града. Също така прави изводи за първите заселници в района, за произхода на родовите имена и прякори. Специално място авторът отделя на произхода на родовото име на Любен Каравелов и произхода на легендата за болярката от Рила. За копривщенските родове той употребява терминът „братственици“.
В трудът си Будинов отбелязва обществената благотворителност и стопанска дейност в събирането на средства за подпомагане на бедни семейства и обществени постройки на църкви, училища и дюкяни. Според него останалите средства са употребявани за икономическото повдигане на града.
Петко Будинов изказва предположение, че наименованието на града би могло да произхожда от евентуално рудокопачество в района и свързаните с него думи „копат“ и „рупци“ – Копрупци.

## Родови имена
Родовите имена и прякори в изследванията на Петко Будинов произхождат от специфични белези и качества или са свързани с професията, към които се добавя надставка „къ“ – Тиханекъ, Панекъ, Бѣлаекъ, Стефлекъ, Кучканекъ, Козлекъ, Ломекъ и Дуплекъ.

## Чешми и извори
Петко Будинов не се ограничава само в изясняване на произхода на имената на родовете и топонимите на местностите в района. Името на река Тополница според него произхожда не от името на дърветата тополи, а от старобългарската дума „топол“ – на онази част от котловината наричана „Жупата“ намираща се в стръмния източен склон на връх Св. Димитър, която и до днес се нарича „Топлика“. Това според него е в унисон с факта, че реката извира като Ширинейска река и едвам с навлизането си в Копривщица, преминавайки през сравнително по-топли места става Тополка.

## Друга общополезна дейност
Петко Будинов заедно с Евтимий Сапунджиев, Анна Каменова, Нейко Азманов и учителя Филип Палавеев са сред инициаторите на учредяването на Общия копривщенски музей към местното читалище. Участва в подбирането и подреждането на читалищната музейната експозиция, която по-късно е преместена в родната къща на Тодор Каблешков, където е първият назначен за музеен уредник.

## Историческо изследване
- „Юбилеен сборник по миналото на Копривщица“. Материяли и догадки по заселването и името на Копривщица. Т. II. с. 140 – 153. 1926 г.[3]